# (Аллил)пентакарбонилмарганец
(Аллил)пентакарбонилмарганец — металлоорганическое соединение,
карбонильный комплекс марганца 
состава Mn(C3H5)(CO)5,
жёлтое масло.

## Получение
- Реакция пентакарбонилмарганец натрия и аллилбромида в петролейном эфире:

{\displaystyle {\mathsf {NaMn(CO)_{5}+C_{3}H_{5}Br\ {\xrightarrow {}}\ Mn(C_{3}H_{5})(CO)_{5}+NaBr}}}

## Физические свойства
(Аллил)пентакарбонилмарганец образует жёлтое масло, на воздухе быстро разлагается.

## Химические свойства
- Разлагается при нагревании с образованием (аллил)тетракарбонилмарганца:

{\displaystyle {\mathsf {Mn(C_{3}H_{5})(CO)_{5}\ {\xrightarrow {85^{o}C}}\ Mn(C_{3}H_{5})(CO)_{4}+CO\uparrow }}}